# Южный поток

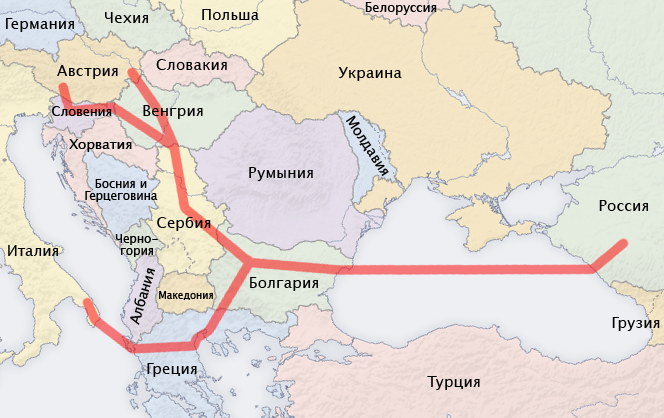
Первоначальный маршрут газопровода

«Ю́жный пото́к» (англ. South Stream) — нереализованный международный проект газопровода, который планировалось проложить по дну Чёрного моря из Анапского района в болгарский порт Варну, вместо которого в 2016 году пришёл новый проект газопровода «Турецкий поток». Первоначально две ветки должны были пройти через Балканский полуостров в Италию и Австрию, хотя их точные маршруты так и не были утверждены. Строительство газопровода началось 7 декабря 2012 года и по плану должно было закончиться в 2015 году. Мощность «Южного потока» должна была составить 63 млрд кубометров газа в год. Оценочная стоимость проекта — 16 млрд евро. Предполагалось, что газопровод позволит диверсифицировать поставки российского природного газа в Европу и снизить зависимость поставщиков и покупателей от стран-транзитёров (в частности, от Украины).
Согласно первоначальным планам проекта, строительство газопровода «Южный поток» могло быть начато в ноябре 2010 года, однако в ходе дальнейших разработок проекта было объявлено, что начало строительства запланировано на 2013 год. В феврале 2012 года совету директоров оператора проекта «South Stream Transport AG» был представлен план, по которому реализация проекта должна была начаться 7 декабря 2012 года.
Первые поставки газа были запланированы на конец 2015 года. 17 апреля 2014 года Европейский парламент принял резолюцию, в которой рекомендовал отказаться от строительства газопровода, однако, по словам Еврокомиссии, о заморозке строительства «Южного потока» речь не шла.
1 декабря 2014 года президент России Владимир Путин во время переговоров в Турции заявил, что Россия не может продолжать реализацию «Южного потока» из-за неконструктивной позиции Евросоюза и что подписан меморандум о строительстве газопровода такой же мощности в Турцию, а также расширении газопровода «Голубой поток». 

## Цели проекта
Проект газопровода «Южный поток» создавался для диверсификации поставок российского природного газа в Европу и снижения зависимости поставщиков и покупателей от стран-транзитёров, в частности, от Украины и Турции. «Южный поток» считался конкурентным проектом планируемого газопровода «Набукко», который должен был пройти в Европу южнее России и который поддерживали Евросоюз и США. Существует мнение, что появление проекта «Южный поток» связано со сложностями в реализации продолжения газопровода «Голубой поток» через Босфор на Балканы. Ожидаемая доля в российских поставках газа в Европу составляла бы 35 %.

## Технические данные
Подводный отрезок газопровода должен был иметь протяжённость 900 км. Пропускная способность нового газопровода изначально должна была составлять 30 млрд м³ в год, однако в мае 2009 года, по просьбе итальянской компании Eni, была расширена до 63 млрд м³. Предполагалось, что газопровод будет состоять из четырёх ниток пропускной способностью 15,57 млрд м³ каждая. Максимальная глубина прокладки должна была составить 2250 м. Ориентировочная стоимость «Южного потока» должна была составить 15,5 миллиарда евро.

## Маршруты и участники проекта

### Морской участок
Морской участок «Южного потока» был спроектирован по дну Чёрного моря от компрессорной станции «Русская» на российском побережье до квартала Галата города Варны на побережье Болгарии. Общая протяжённость черноморского участка должна была составить около 900 километров, максимальная глубина — более двух километров. Предполагалось, что маршрут будет проходить через экономические зоны России, Турции и Болгарии. Изначально морской участок проекта планировалось поделить поровну между «Газпромом» и итальянской компанией «Eni», то есть по 50 % каждой компании. С конца 2009 года начались официальные переговоры с французской компанией «EDF Group», и в июне 2010 года она вошла в проект с долей в 10 %. При этом предполагалось, что «Eni» отдаст французской стороне 10 % от своей доли в компании, занимающейся строительством и эксплуатацией газопровода. «Газпром» настаивал на сохранении за собой 50 %. После переговоров стороны задекларировали передачу «EDF» до 20 % в проекте. В марте 2011 года была опубликована информация, что немецкая нефтегазовая компания «Wintershall» собирается вступить в российский проект. В конечном итоге, в октябре 2011 года в Амстердаме была зарегистрирована компания «South Stream Transport», акционерами которой являются «Газпром» (доля в 50 %), «Eni» (доля в 20 %), «EDF Group» (доля в 15 %) и «Wintershall AG» (доля в 15 %).

### Сухопутные участки
Основной маршрут должен был последовательно пройти через Болгарию, Сербию, Венгрию, Словению и Италию. Планировались также газопроводы-отводы на Хорватию и на Республику Сербскую в Боснии и Герцеговине. Для реализации сухопутной части проекта Россия подписала межправительственные соглашения с Болгарией, Сербией, Венгрией, Грецией, Словенией, Австрией и Хорватией. В рамках межправительственных соглашений в этих странах были созданы совместные компании с долевым участием:
- Австрия — «South Stream Austria Gmbh.» Акционеры: «Газпром» (50 %), «OMV» (50 %);
- Болгария — «South Stream Bulgaria AD.» Акционеры: «Газпром» (50 %), «Болгарский энергетический холдинг» ЕАД (50 %);
- Венгрия — «South Stream Hungary Zrt.» Акционеры: «Газпром» (50 %), «Magyar Villamos Művek Zrt.» (MVM) (50 %);
- Греция — «South Stream Greece S.A.» Акционеры: «Газпром» (50 %), «DESFA S.A.» (50 %);
- Сербия — «South Stream Serbia AG.» Акционеры: «Газпром» (51 %), «Сербиягаз» (49 %);
- Словения — «South Stream Slovenia LLC.» Акционеры: «Газпром» (50 %), «Plinovodi d.o.o.» (50 %);
- Хорватия — совместная компания в процессе учреждения. Партнёры: «Газпром», «Plinacro d.o.o.»[21].

## История создания проекта
2007
23 июня — первый рамочный меморандум о проектировании и строительстве «Южного потока» подписан в Риме российским энергетическим концерном Газпром и итальянским нефтегазовым концерном «Eni» в присутствии министров энергетики обеих стран. Он определил направления сотрудничества двух компаний в области проектирования, финансирования, строительства и управления газопроводом.
22 ноября — подписано первое дополнение к меморандуму, согласно которому будет создано совместное предприятие для разработки технико-экономического обоснования газопровода.
2008
18 января — «Газпром» и «Eni» зарегистрировали в Швейцарии компанию «South Stream AG», в которой обеим компаниям принадлежит по 50 % акций.
18 января — Россия и Болгария подписали соглашение об участии последней в проекте. Болгарский отрезок будет на 50 % принадлежать национальной компании «Булгаргаз» и на 50 % России.
21 января — Сербия и «Газпром» заключили пакет соглашений об участии Сербии в проекте и 50-процентной принадлежности сербского участка России.
28 февраля — Россия и Венгрия подписали соглашение о сотрудничестве при реализации проекта газопровода «Южный поток».
2009
15 мая — «Газпром» и «Eni» подписали второе дополнение к меморандуму 2007 года, предусматривающее увеличение мощности морского участка газопровода с 31 до 63 миллиардов кубометров в год, а также регулирующее вопрос маркетинга газа. Одновременно Газпром подписал пакет документов по реализации проекта с болгарской, греческой и сербской энергетическими компаниями — Bulgarian Energy Holding, DESFA и Srbijagas.
13 июля — в связи с участием в проекте Набукко Болгария приостановила участие в проекте газопровода «Южный поток».
6 августа — Россия и Турция подписали соглашение о строительстве «Южного потока» через территорию исключительной экономической зоны Турции.
19 октября — правительство Турции разрешило проведение геолого-разведочных работ в исключительной экономической зоне Турции в Чёрном море в интересах реализации проекта газопровода «Южный поток».
14 ноября — Россия и Словения подписали договор по «Южному потоку».
2010
2 марта — Россия подписала соглашение о вхождении Хорватии в «Южный поток».
24 апреля — Россия и Австрия подписали соглашение о сотрудничестве в рамках проекта «Южный поток». Это последний межправительственный документ, необходимый для начала строительства газопровода.
Июнь — крупнейшая электрическая компания Франции «Électricité de France» подписала соглашение с «Газпромом» о вхождении компании в проект «Южный поток» с долей в 10 %.
Июль — Россия и Болгария подписали план по строительству «Южного потока».
13 ноября — глава «Газпрома» Алексей Миллер и исполнительный директор ЕАД «Болгарский энергетический холдинг» Мая Христова в присутствии председателя Правительства России Владимира Путина и главы Совета министров Болгарии Бойко Борисова подписали соглашение и устав совместной проектной компании «South Stream Bulgaria AD», созданной для строительства газопровода «Южный поток» на территории Болгарии.
2011
25 января — комиссар ЕС по вопросам энергетики Гюнтер Эттингер впервые прямо заявил, что выделение средств ЕС на модернизацию украинской газотранспортной системы (ГТС) зависит от гарантий России на прокачку газа в Европу, и посоветовал властям Украины убедить российскую сторону отказаться от строительства газопровода «Южный поток» и финансировать модернизацию украинской ГТС. Эттингер упомянул, что суммарная пропускная способность строившегося в 2011—2012 годах подводного газопровода «Северный поток» мощностью 55 млрд кубометров и проектируемого газопровода «Южный поток» мощностью 63 млрд кубометров составит 118 млрд м³ и позволит России поставлять газ в ЕС без помощи Украины или Белоруссии.
16 марта — по результатам переговоров с участием Президента России Дмитрия Медведева и премьер-министра Турции Реджепа Тайипа Эрдогана было заявлено, что Россия может отказаться от идеи прокладки «Южного потока». По словам заместителя председателя Правительства России по энергетике Игоря Сечина: «…„Газпром“ и правительство изучают различные варианты минимизации издержек при реализации проекта South Stream. Вариант со строительством завода по сжижению газа на Чёрном море может стать дополнением или одной из альтернатив трубопроводному варианту. Причём завод по производству СПГ может быть построен и на севере России под ямальский газ».
21 марта — подписан меморандум «Газпрома» с «Wintershall Holding GmbH» (дочерняя структура «BASF») о взаимопонимании в отношении «Южного потока», согласно которому «Wintershall» получил в проекте 15 % с сохранением за «Газпромом» 50 %. В результате доля «ENI» снизилась до 20 %, а «EdF» стал владельцем 15 % «Южного потока».
16 сентября — в рамках 10-го Международного инвестиционного форума в Сочи подписано соглашение об участии Болгарии в проекте «Южный поток». Болгария получила бы 2,5 млрд евро в год за транзит газа в другие страны Европы.
21 ноября — состоялся визит делегации «Газпрома» в Республику Сербию. Состоялась встреча между А. Миллером и Президентом Республики Сербия Борисом Тадичем. По итогам встречи в присутствии Тадича Миллер и генеральный директор «Сербиягаз» Душан Баятович подписали меморандум о намерении сторон подписать долгосрочный договор купли-продажи природного газа с ежегодным объёмом поставок около 2 млрд м³. Было введено в эксплуатацию подземное хранилище газа (ПХГ) «Банатский двор», активный объём хранения которого составляет 450 млн м³ газа и которое должно было обеспечивать надёжность экспортных поставок российского газа в Венгрию, Сербию и Боснию и Герцеговину. По словам Миллера, ввод в эксплуатацию ПХГ «Банатский двор» явился запуском первого объекта в рамках проекта «Южный поток».
22 ноября — состоялась рабочая встреча председателя правления «Газпрома» Миллера и Президента Республики Сербская Милорада Додика. Стороны обсудили возможность создания газопровода-отвода от проекта «Южный поток» в Республику Сербскую, рассмотрели подготовку контракта на поставку российского газа в страну.
28 декабря — Турция выдала разрешение на прокладку газопровода.
2012
20 января — на совещании в «Газпроме» в соответствии с поручением председателя Правительства России принято решение значительно ускорить начало реализации проекта, одобрен подробный план мероприятий, который позволил бы приступить к строительству газопровода «Южный поток» не в 2013 году, как планировалось ранее, а уже в декабре 2012 года.
27 февраля — в Словении состоялись рабочие встречи А. Миллера с Президентом Словении Данило Тюрком и премьер-министром Янезом Яншой, в рамках которых особое внимание было уделено проекту «Южный поток», в реализации которого со словенской стороны принимает участие компания «Plinovodi d.o.o.»
29 февраля — состоялся визит делегации «Газпрома» в Республику Болгарию. В ходе визита прошли встречи Алексея Миллера с премьер-министром Болгарии Бойко Борисовым и министром экономики, энергетики и туризма Болгарии Трайчо Трайковым. В марте 2012 года South Stream Bulgaria AD обязалась подвести итоги открытого тендера по выбору подрядчиков на выполнение работ по территориальному планированию, оценке воздействия на окружающую среду и подготовке проектной документации участка газопровода на территории Болгарии.
1 марта — состоялась встреча А. Миллера и генерального управляющего концерна «Eni» Паоло Скарони. Участники переговоров рассмотрели исполнение подробного плана мероприятий строительства газопровода «Южный поток» в варианте максимальной мощности — 63 млрд м³. Стороны подтвердили намерение начать строительство в декабре 2012 года.
14 марта — А. Миллер во Франции встретился с главным исполнительным директором компании «EDF» Анри Проглио. Стороны заявили, что строительство газопровода в варианте максимальной мощности — 63 млрд м³ — начнётся в строгом соответствии с графиком в декабре 2012 года.
27 марта — «Газпром» завершил подготовку проектной документации первого этапа строительства ГТС «Южный коридор». Проектная документация передана на рассмотрение в Главное управление государственной экспертизы. Планировалось, что по «Южному коридору» газ будет подаваться, в том числе, в «Южный поток».
11 сентября — Президент Сербии Томислав Николич заявил, что начало работ на сербском участке газопровода «Южный поток» намечено на начало декабря 2012 года.
31 октября — принято окончательное инвестиционное решение по строительству венгерского участка газопровода. Венгерская сторона объявила о присвоении газопроводу статуса проекта национального значения.
13 ноября — в Москве было подписано окончательное инвестиционное решение по строительству словенского участка газопровода «Южный поток» и двух компрессорных станций (КС).
15 ноября — «Газпром» и Болгария подписали окончательное инвестиционное решение по болгарскому участку газопровода.
7 декабря — начало реализации проекта «Южный поток». На торжественной церемонии начала строительства проекта присутствовал Президент России Владимир Путин.
2013
17 января — в рамках визита делегации «Газпрома» в Хорватию российская сторона и «Plinacro d.o.o.» подписали план мероприятий по реализации «Южного потока» на территории Хорватии на 2013—2016 годы.
27 марта — подписан долгосрочный контракт на поставку российского газа в Сербию в объёме до 1,5 млрд м³ газа ежегодно в течение 10 лет.
15 мая — началось строительство КС «Казачья» в Краснодарском крае, из которой газ под давлением 11,8 МПа будет поступать на КС «Русскую», а оттуда будет направлен в «Южный поток». Суммарная проектная мощность КС составит 200 МВт.
24 ноября — начало строительства сербского участка.
2014
Морской участок газопровода «Южный поток» может пройти через Крым, что позволит сократить его стоимость почти в 2 раза. В этом случае маршрут не будет проходить через исключительную экономическую зону Турции. Однако из-за аннексии Крыма, по мнению Паоло Скарони, главы итальянского партнёра в проекте, может быть отозвана лицензия на строительство «Южного потока». Еврокомиссия в лице еврокомиссара по вопросам энергетики Г. Эттингера приостановила переговоры с Россией по строительству «Южного потока». Франция подтвердила строительство «Южного потока» для повышения надёжности поставок газа. Премьер-министр Болгарии Пламен Орешарски сообщил, что Болгария не будет приостанавливать строительные работы на своём участке пути.
17 апреля Европарламент принял резолюцию против строительства «Южного потока», после чего в западной прессе появились отдельные оценки проекта как «мёртвого». Российское правительство объявило, что возможное решение Европарламента о приостановке проекта «Южный поток» не повлияет на его реализацию, так как реализация проекта проходит в соответствии с межправительственными соглашениями и не может быть приостановлена.
23 апреля исполнительный директор проектной компании «Южный поток — Болгария» Игорь Елкин подчеркнул, что работа по проекту газопровода на болгарской территории идёт строго по графику. Строительство болгарской части, по его словам, должно начаться в июне 2014 года.
29 апреля в Амстердаме компания «South Stream Transport B.V.» заключила контракт на строительство второй нитки морского участка «Южного потока» со швейцарской компанией «Allseas Group» на работы по глубоководной укладке газопровода и контракт с Saipem на оказание услуг по обеспечению строительства. В этот же день австрийская компания «OMV» подтвердила своё возвращение в проект и участие в нём со стороны Австрии.
11 мая Г. Эттингер заявил, что ЕС не планирует блокировать строительство «Южного потока».
8 июня премьер-министр Болгарии Пламен Орешарски после встречи с американскими конгрессменами заявил о приостановке работ «до устранения замечаний Еврокомиссии». Леонид Калашников, первый заместитель председателя комитета Госдумы по международным делам, охарактеризовал заявление как «настоящий энергетический шантаж России». По его мнению, Европа «заставляет Россию качать газ … только через Украину».
9 июня вице-премьер и министр энергетики Сербии Зорана Михайлович заявила, что из-за позиции Болгарии Сербия также откладывает реализацию проекта «Южный поток», но глава сербского правительства Александар Вучич опроверг эту информацию. По мнению Константина Симонова, руководителя Фонда национальной энергетической безопасности, «Европейская комиссия взяла курс на развал этого проекта. И использует любые политические рычаги для давления на страны, входящие в Европейский союз и кандидатов на вхождение в Европейский союз». Министр иностранных дел России Сергей Лавров охарактеризовал позицию ЕС как неконструктивную.
24 июня в рамках визита в Австрию Владимира Путина «Газпром» и австрийский концерн «OMV», несмотря на критику со стороны ЕС, подписали соглашение о строительстве газопровода. Свои подписи под документом, который предусматривает строительство австрийского участка газопровода, поставили А. Миллер и гендиректор «OMV» Герхард Ройсс.
1 июля премьер-министр Венгрии Виктор Орбан заявил, что его страна продолжает своё участие в проекте: «Те, кто говорят, что мы не должны строить (газопровод), должны сделать альтернативное предложение, как Венгрия могла бы жить без энергии».
11 июля в Брюсселе госсекретарь по европейским делам правительства Италии С. Гоци заявил, что Италия поддержит строительство «Южного потока».
18 июля Македония поддержала реализацию проекта «Южный поток».
31 июля Министерство земледелия Болгарии сообщило о продаже земли компании «South Stream Bulgaria AD» для строительства газопровода. Площадь земли составила 36 тыс. га, а сумма сделки — около 10,3 млн евро
18 сентября Европарламент высказался за укрепление единства позиции стран Евросоюза относительно России, призвал ЕС переосмыслить отношения с Россией, отказаться от концепции стратегического партнёрства и найти новый согласованный подход в этом вопросе. Резолюция «Положение на Украине и состояние отношений между Европейским союзом и Россией», в которой изложены эти тезисы, была принята на пленарной сессии Европарламента в Страсбурге. Странам Евросоюза адресован призыв отменить запланированные соглашения с Россией в энергетической отрасли, в том числе по газопроводу «Южный поток».

## Прекращение проекта
В 2014 году Болгария по настоянию Еврокомиссии дважды (в июне, а затем и в августе) останавливала работы по проекту.
В декабре 2014 года должны были начаться работы на морском участке. Трубы для первой нитки (пропускной способностью 15 млрд м³ в год) были изготовлены, и часть из них доставлена в Варну.
1 декабря Президент России В. Путин заявил на пресс-конференции в Анкаре, что Россия отказывается от строительства «Южного потока» из-за неконструктивной позиции Евросоюза по газопроводу. Энергопотоки будут перенацелены на другие регионы и проекты по сжиженному газу. «Мы считаем, что позиция Еврокомиссии была неконструктивна. По сути, не то что Еврокомиссия помогала бы в реализации этого проекта, мы видим, что создаются препятствия к его реализации. Если Европа не хочет его реализовывать, значит, тогда он не будет реализован», — заявил Путин. Отказ от строительства «Южного потока» обусловлен тем, что разрешение на строительство не предоставила Болгария, пояснил он. Глава «Газпрома» А. Миллер заявил 1 декабря, что проект газопровода «Южный поток» закрыт и возврата к этому проекту не будет.
В тот же день между «Газпромом» и турецкой корпорацией «Botas Petroleum Pipeline Corporation» был подписан меморандум о взаимопонимании по строительству морского газопровода через Чёрное море в направлении Турции. Отправной точкой этого нового газопровода в Турцию должна стать строящаяся компрессорная станция «Русская» в Краснодарском крае. Пропускная способность нового газопровода предположительно 63 млрд м³ газа в год. Из этого объёма 14 млрд м³ будут получать турецкие потребители (этот объём ныне поставляется по трансбалканскому газопроводу в Турцию), а остальной объём — около 50 млрд м³ — будет доставляться на границу Турции и Греции, где будет организована «точка сдачи». Предполагается, что формально «Газпром» не будет участвовать в дальнейшем строительстве газопровода от «точки сдачи», а продолжение газопровода будут строить европейские компании в каждой заинтересованной стране по отдельности — тем самым формально будут соблюдены требования Третьего энергопакета, принятого Еврокомиссией.
12 декабря власти Евросоюза получили официальное уведомление, что Россия отказывается от реализации проекта «Южный поток».
19 декабря премьер-министр Болгарии Бойко Борисов заявил, что его страна готова выдать все необходимые разрешения для строительства «Южного потока» и о выполнении обязательств по подготовке к строительству.
2015
15 января 2015 года депутаты Европарламента в резолюции предложили Европейскому энергетическому сообществу «разработать программы сотрудничества с Украиной, а также Южным Кавказом, Центральной Азией, Ближним Востоком и Средиземноморьем, направленные на развитие инфраструктуры и взаимосвязанность между ЕС и его европейскими соседями, независимо от российского газа».
При этом 21 января правительство Болгарии утвердило «Программу по стабильному развитию Болгарии на период с 2014 по 2018 год», где сказано, что прокладка трубопровода «Южный поток» будет вестись в приоритетном порядке «при полном соответствии проекта европейскому законодательству, при диалоге с Еврокомиссией и доказанной экономической пользе», а заместитель председателя правительства Румяна Бычварова заявила: «До сегодняшнего дня мы не видели официального уведомления о прекращении проекта, именно по этой причине он остаётся в нашей программе».
19 июня 2015 года министр энергетики РФ Александр Новак заявил, что Болгария второй раз просит Россию вернуться к проекту газопровода «Южный поток», при этом не отказываясь от проекта газопровода «Турецкий поток», а также построить на территории Болгарии газовый хаб.
2016
11 января 2016 в болгарских СМИ появились сообщения о готовности российской стороны возобновить работы по строительству «Южного потока». В тот же день ситуацию по газопроводу прокомментировал ТАСС представитель Минэнерго России: «Статус прежний, проект остановлен».
2018
21 мая 2018 президент Болгарии Румен Радев в ходе визита в Россию заявил, что Болгария нуждается в поставках российского газа через Чёрное море.
30 мая 2018 премьер-министр Болгарии Бойко Борисов в ходе визита в Россию извинился за срыв «Южного потока»: «Благодарен, что Россия не держит зла. Старший всегда прощает».

## Сноски
1. ↑  Встреча Президента РФ с председателем правления «Газпрома» Архивная копия от 20 января 2015 на Wayback Machine.
2. ↑  Цифры и факты Архивная копия от 3 февраля 2012 на Wayback Machine. Официальный сайт «Южного потока».
3. 1 2  Проблем не будет // Эксперт, 16 февраля 2010.
4. ↑  Болгария заморозила российский проект газопровода «Южный поток». Дата обращения: 19 августа 2014. Архивировано 19 августа 2014 года.
5. ↑  Строительство «Южного потока» может начаться в ноябре 2010 (недоступная ссылка).
6. 1 2  Маршрут газопровода Архивная копия от 2 декабря 2012 на Wayback Machine.
7. ↑  Европарламент предложил усилить санкции против России Архивная копия от 18 апреля 2014 на Wayback Machine. lenta.ru, 17.04.2014.
8. ↑  Еврокомиссия открестилась от заморозки строительства «Южного потока» Архивная копия от 25 апреля 2014 на Wayback Machine. lenta.ru, 24.04.2014.
9. ↑  Владимир Путин: Россия в нынешних условиях не может продолжать реализацию «Южного потока» Архивная копия от 3 декабря 2014 на Wayback Machine.
10. ↑  Миллер объявил о закрытии проекта «Южный поток». Дата обращения: 1 декабря 2014. Архивировано 2 декабря 2014 года.
11. ↑  Проект газопровода «Южный поток» Архивная копия от 14 июня 2013 на Wayback Machine. РИА Новости.
12. ↑  Россия замкнёт Европу в энергокольцо Архивная копия от 6 октября 2017 на Wayback Machine. Вести, 25 июня 2007.
13. ↑  А. Миллер: Мощность «Южного потока» была удвоена по просьбе Eni Архивная копия от 18 мая 2009 на Wayback Machine. Ведомости, 15 мая 2009.
14. 1 2  Строительство «Южного потока» Архивная копия от 2 декабря 2013 на Wayback Machine. РИА Новости, 20 января 2012.
15. ↑  Газопровод Архивная копия от 31 января 2013 на Wayback Machine.
16. ↑  Д. Димитров, П. Димитров, В. Пейчев, М. Цанева. (2014). Физико – географическая и геолого – литологическая характеристика трасса трубопровода Южного потока через Болгарской экономической зонны Черного моря Архивная копия от 5 октября 2021 на Wayback Machine. Университетско издателство „Епископ Константин Преславски“, Шумен. 7-15. doi:10.13140/RG.2.2.31954.71367 Архивная копия от 5 октября 2021 на Wayback Machine.
17. ↑  «Труба мира» (недоступная ссылка) // Нефть и газ Евразия. — Май 2010 г.
18. ↑  Компания Wintershall присоединяется к «Южному потоку» Архивная копия от 3 декабря 2013 на Wayback Machine.
19. ↑  Акционеры Архивная копия от 22 января 2013 на Wayback Machine.
20. ↑  Карты Архивная копия от 31 января 2013 на Wayback Machine.
21. ↑  Структура проекта Архивная копия от 1 февраля 2013 на Wayback Machine.
22. ↑  Итальянская Eni и «Газпром» поделили «Южный поток» пополам Архивная копия от 25 декабря 2007 на Wayback Machine. Лента.ру, 22 ноября 2007.
23. ↑  Венгрия присоединилась к проекту газопровода «Южный поток». РосБизнесКонсалтинг (28 февраля 2008). Дата обращения: 2 декабря 2014. Архивировано из оригинала 20 декабря 2014 года.
24. ↑  Газпром подписал контракт по Южному потоку: мощность увеличат вдвое Архивная копия от 18 мая 2009 на Wayback Machine. Korrespondent.net, 15 мая 2009.
25. ↑  Болгария закрывает «Южный поток» Архивная копия от 17 июля 2009 на Wayback Machine, 13 июля 2009.
26. ↑  Россия и Турция договорились о строительстве газопровода «Южный поток» Архивная копия от 8 августа 2009 на Wayback Machine. Первый канал, 6 августа 2009
27. ↑  Турция разрешила геолого-разведочные работы по «Южному потоку». Дата обращения: 19 октября 2009. Архивировано 27 июля 2012 года.
28. ↑  Россия и Словения подписали договор по «Южному потоку». Дата обращения: 14 ноября 2009. Архивировано из оригинала 16 ноября 2009 года.
29. ↑  РФ подписала соглашение о вхождении Хорватии в «Южный поток» Архивная копия от 5 марта 2010 на Wayback Machine. РосБизнесКонсалтинг, 2 марта 2010.
30. ↑  РФ и Австрия подписали соглашение по проекту газопровода «Южный поток» Архивная копия от 27 апреля 2010 на Wayback Machine. // РИА Новости, 24 апреля 2010.
31. ↑  Газопровод «Южный поток» будет введён в строй в декабре 2015 года Архивная копия от 26 апреля 2010 на Wayback Machine. // Эхо Москвы, 24 апреля 2010
32. ↑  «Электрисите де Франс» получит 20 % в проекте «Южный поток». // Интерфакс, 26 апреля 2010.
33. ↑  Участники Петербургского форума–2010 увидели свет в середине начала конца (недоступная ссылка). РосБизнесКонсалтинг.
34. ↑  Россия и Болгария подписали «дорожную карту» по «Южному потоку».
35. ↑  Европа выходит из украинского потока Архивная копия от 29 января 2011 на Wayback Machine. Коммерсант.
36. ↑  Россия рассматривает возможность отказа от одного из своих крупнейших энергополитических проектов последних лет — подводного трубопровода South Stream Архивная копия от 18 марта 2011 на Wayback Machine. Коммерсант.
37. ↑  Новым участником South Stream стала Wintershall Архивная копия от 25 марта 2011 на Wayback Machine. Коммерсант.
38. ↑  Путин с помощью цифр убедил болгар влиться в «Южный поток» Архивная копия от 19 сентября 2011 на Wayback Machine. РИА Новости.
39. ↑  Газпром и Сербиягаз ввели в эксплуатацию первый объект Южного потока — ПХГ Банатский Двор Архивная копия от 19 августа 2014 на Wayback Machine. Финам.
40. ↑  От Южного потока может быть проложен отвод в Республику Сербская Архивная копия от 26 ноября 2011 на Wayback Machine. Финам.
41. ↑  Южный поток пробился через Турцию Архивная копия от 1 ноября 2012 на Wayback Machine. Интерфакс.
42. ↑  Строительство «Южного потока» начнется уже в декабре 2012 года Архивная копия от 9 июня 2012 на Wayback Machine. Газпром.
43. ↑  рабочий визит делегации ОАО «Газпром». Финмаркет.
44. ↑  «Газпром» и ENI рассмотрели мероприятия по ускоренному строительству Архивная копия от 7 апреля 2012 на Wayback Machine. Газпром.
45. ↑  «Газпром» обсудил с EDF… Архивная копия от 17 марта 2012 на Wayback Machine. Газпром.
46. ↑  Завершена разработка Архивная копия от 5 марта 2016 на Wayback Machine. Рамблер.
47. ↑  Строительство Южного потока начнется в декабре 2012 Архивная копия от 30 апреля 2012 на Wayback Machine. Корреспондент.net.
48. ↑  Строительство сербского участка газопровода «Южный поток» начнется в декабре 2012 года. ИТАР-ТАСС.
49. ↑  Принято окончательное инвестиционное решение по «Южному потоку» в Венгрии Архивная копия от 6 ноября 2012 на Wayback Machine. Газпром.
50. ↑  Окончательное инвестиционное решение по строительству словенского участка Архивная копия от 27 января 2013 на Wayback Machine.
51. ↑  Газпром и Болгария подписали окончательное инвестиционное решение Архивная копия от 27 января 2013 на Wayback Machine.
52. ↑  Путин дал старт строительству «Южного потока» Архивная копия от 9 декабря 2012 на Wayback Machine. Лента.ру, 7 декабря 2012.
53. ↑  Совместную компанию для строительства отвода от «Южного потока» в Хорватию Архивная копия от 3 декабря 2013 на Wayback Machine.
54. ↑  Подписан долгосрочный контракт Архивная копия от 3 декабря 2013 на Wayback Machine.
55. ↑  Началось строительство компрессорной станции Архивная копия от 3 декабря 2013 на Wayback Machine.
56. ↑  Если МГП Южный поток пройдет через Крым, то его стоимость уменьшится на 20 млрд долл США. Газпром уже там Архивная копия от 25 марта 2014 на Wayback Machine.
57. ↑  Газовые объятия: Киев и Москва не могут разорвать топливные связи Архивная копия от 26 марта 2014 на Wayback Machine. // ИнвестГазета, № 1.
58. ↑  ЕС vs «Газпром»: перекрыть «Южный поток». Попытка № 2 Архивная копия от 14 марта 2014 на Wayback Machine. // Вести-Экономика.
59. ↑  Франция уверена, что «Южный поток» способствует повышению надежности поставок газа Архивная копия от 20 апреля 2014 на Wayback Machine. // ИТАР-ТАСС.
60. ↑  Премьер-министр Болгарии: Строительство «Южного потока» не прервано из-за украинского кризиса Архивная копия от 15 марта 2014 на Wayback Machine. РосБизнесКонсалтинг, 10 марта 2014.
61. ↑  Европарламент принял резолюцию об остановке строительства «Южного потока» Архивная копия от 18 апреля 2014 на Wayback Machine. УНИАН.
62. ↑  Evans-Pritchard, Ambrose. Europe scrambles to break gas dependence on Russia, offers Ukraine military tie. The Daily Telegraph (21 марта 2014). Дата обращения: 17 апреля 2014. Архивировано 1 мая 2014 года.
63. ↑  Россия продолжит строительство Южного потока Архивная копия от 18 апреля 2014 на Wayback Machine. Корреспондент.net.
64. ↑  Еврокомиссия открестилась от заморозки строительства «Южного потока» Архивная копия от 25 апреля 2014 на Wayback Machine. lenta.ru.
65. ↑  South Stream: Заключен контракт на строительство второй нитки морского участка «Южного потока» Архивная копия от 12 мая 2014 на Wayback Machine.
66. ↑  South Stream: «Южный поток» возвращается в Австрию Архивная копия от 14 августа 2014 на Wayback Machine. // south-stream.info.
67. ↑  Єврокомісар з енергетики Еттінґер: ЄС не блокуватиме «Південний потік» Архивная копия от 17 июля 2014 на Wayback Machine // DW.DE, 9.5.2014.
68. ↑  Болгария приостанавливает работу по проекту «Южный поток» Архивная копия от 13 июня 2014 на Wayback Machine.
69. ↑  В Госдуме назвали «шантажом России» приостановку Болгарией работ по «Южному потоку» Архивная копия от 11 июня 2014 на Wayback Machine. Газета.ру.
70. ↑  Сербия из-за Болгарии приостановила строительство «Южного потока» Архивная копия от 11 июня 2014 на Wayback Machine. — LB.ua, 9 июня 2014.
71. ↑  Премьер Сербии опроверг информацию о приостановке «Южного потока» Архивная копия от 10 июня 2014 на Wayback Machine. // Интерфакс.
72. ↑  Константин Симонов: «Еврокомиссия взяла курс на развал прпоекта „Южный поток“» Архивная копия от 12 июня 2014 на Wayback Machine. Телеканал «Дождь».
73. ↑  Лавров назвал неконструктивной позицию ЕС по «Южному потоку» Архивная копия от 10 июня 2014 на Wayback Machine. Лента.ру.
74. ↑  «Газпром» и OMV подписали соглашение по «Южному потоку» Архивная копия от 6 июля 2014 на Wayback Machine. Газета.уа.
75. ↑  Венгрия отказалась прекращать работы по «Южному потоку» Архивная копия от 2 июля 2014 на Wayback Machine. Лента.ру.
76. ↑  Италия поддержит строительство «Южного потока» Архивная копия от 11 июля 2014 на Wayback Machine. Лента.ру.
77. ↑  Македония поддерживает реализацию проекта «Южный поток». Росбалт. 18.07.14. Архивировано 2014-07-20. Дата обращения: 2014-07-20. {{cite news}}: Проверьте значение даты: |date= (справка)
78. ↑  Компания «Южный поток Болгария» приобрела землю для строительства газопровода Архивная копия от 4 августа 2014 на Wayback Machine. // ИТАР-ТАСС.
79. ↑  Европарламент пригрозил России отключением от SWIFT и отменой всех соглашений по «Южному потоку» Архивная копия от 20 сентября 2014 на Wayback Machine. Финмаркет.
80. ↑  ЕС оставил Болгарию без компенсаций из-за остановки «Южного потока». Лента.ру (2 декабря 2014). Дата обращения: 2 декабря 2014. Архивировано 2 декабря 2014 года.
81. ↑  Конец «Южного потока»: зачем Россия отказалась от газопровода? kapital-rus.ru (2 декабря 2014). Дата обращения: 2 декабря 2014. Архивировано 10 декабря 2014 года.
82. ↑  Россия не будет строить «Южный поток». Вести.Ru (1 декабря 2014). Дата обращения: 1 декабря 2014. Архивировано 2 декабря 2014 года.
83. ↑  Тиматков, А., Лященко, И. Миллер: проект «Южный поток» закрыт, возврата не будет. РИА Новости (1 декабря 2014). Дата обращения: 1 декабря 2014. Архивировано 2 декабря 2014 года.
84. ↑  Новый газопровод в Турцию. «Газпром» (2 декабря 2014). Дата обращения: 2 декабря 2014. Архивировано 8 декабря 2014 года.
85. ↑  Миллер объявил о закрытии проекта «Южный поток». Лента.ру (1 декабря 2014). Дата обращения: 1 декабря 2014. Архивировано 2 декабря 2014 года.
86. ↑  Вернулись на первый уровень. Распределить 50 миллиардов кубометров газа — новая проблема «Газпрома». Лента.ру (3 декабря 2014). Дата обращения: 3 декабря 2014. Архивировано 4 декабря 2014 года.
87. ↑  Миронов, В. ЕС получил подтверждение остановки «Южного потока». Российская газета (12 декабря 2014). — «Министр Новак подтвердил вице-президенту Шефчовичу, что Россия больше не будет реализовывать проект «Южный поток»». Дата обращения: 12 января 2015. Архивировано 18 октября 2020 года.
88. ↑  Федякина, А. Болгария решила выдать разрешение на строительство "Южного потока" // Российская газета. — 19.12.2014.: «…Болгария продолжает делать всё, чтобы реанимировать проект, в частности, устранять препятствия для строительства газопровода, которые месяцами казались непреодолимыми. <…> Болгария не должна быть виновной и платить штрафы из-за остановки проекта, — подытожил Борисов.»
89. ↑  Европарламент приветствовал остановку строительства «Южного потока». Interfax. 15 января 2015. Архивировано 16 января 2015. Дата обращения: 15 января 2015. Европарламент высказался за приоритет трубопроводных проектов, которые диверсифицируют энергоснабжение ЕС, и приветствовал прекращение проекта «Южный поток».
90. ↑  Строительство "Южного потока" остаётся приоритетом в работе правительства Болгарии. ТАСС. 21 января 2015. Архивировано 24 января 2015. Дата обращения: 22 января 2015. Вице-премьер Румяна Бычварова объяснила казус отсутствием официального уведомления о прекращении проекта
91. ↑  Болгария второй раз просит Россию вернуться к проекту газопровода "Южный поток". Архивировано 21 июля 2015. Дата обращения: 19 июля 2015.NewsBY.org
92. ↑  СМИ сообщили о планах возобновления строительства "Южного потока". Архивировано 11 января 2016. Дата обращения: 11 января 2016.РИА Новости
93. ↑  СМИ: работа по проекту "Южный поток" в ближайшие недели будет восстановлена. Архивировано 14 января 2016. Дата обращения: 11 января 2016.ТАСС
94. ↑  Минэнерго РФ: работы по проекту "Южный поток" по-прежнему остановлены. Архивировано 23 января 2016. Дата обращения: 11 января 2016.ТАСС
95. ↑  Президент Болгарии предложил построить прямой газопровод из России. Архивировано 21 мая 2018. Дата обращения: 21 мая 2018.РИА Новости
96. ↑  Пресс-конференция по итогам российско-болгарских переговоров 30 мая 2018. Архивировано 1 июня 2018. Дата обращения: 30 мая 2018.Вести.Экономика